# 펠레카니미무스
펠레카니미무스(Pelecanimimus)는 중생대 백악기 전기에 서식한 잡식성 공룡이다. '용반목'-'오르니토미무스과'에 속한다. 학명은 "펠리컨 모방자"라는 의미를 갖고 있다. 전체 몸 길이는 약 2m~2.5m로 추정된다. 화석은 스페인에서 발견되었다. '오르니토미무스류' 중에서는 가장 오래된 종이다. 턱 밑 목부분에 주머니 모양의 피부가 있고, 턱 안쪽에는 수 백개의 작은 이빨이 있다. 천적은 콘카베나토르였다.